# ヴァンテアン
ヴァンテアン（Vingt et un）は、東京ヴァンテアンクルーズが1989年から2020年にかけて運航していたレストラン船。東京港竹芝桟橋を発着する東京湾クルーズ航路に就航していた。キャッチコピーは「特別な日は、海の上で。」。終航後モンゴル船籍の「Princess」として離日し、現在はイラン国内のクルーズ船として「Royaye Darya」の名で運航している。

## 概要
船名は、来たる21世紀の東京湾、ウォーターフロントとして生まれ変わる新たな竹芝にふさわしい"ハイグレードな海に浮かぶレストラン船"となることを目指し、フランス語で「21」を意味する「Vingt et un」から命名された。1990年に、通商産業省（現・経済産業省）の認定するグッドデザイン賞（商品デザイン部門）に選定された。
日本テレビ系列（NNS）で放送されている『全国高等学校クイズ選手権』の、オープニングセレモニー会場（1990年）や決勝会場（1993年 - 1996年、2006年、2007年）として、本船が使用されたことがある。この他にもテレビ、ラジオ、映画、写真集などあらゆるメディアで本船が使用された。
2020年4月には新型コロナウイルス感染の影響で臨時休業となり、6月1日、運航していた東京ヴァンテアンクルーズは船舶の老朽化、新型コロナウイルス感染の影響で経営状況が悪化、6月末での事業撤退を発表した。
終航後はアラブ首長国連邦国籍の個人が購入。2020年11月に海外売船のため東京港を出港し、北九州港を経て那覇港へ回航された。那覇港で船籍と船名を変更し、モンゴル船籍の「PRINCESS」と改名されイランへ回航。更に現地で改装を受けてイラン船籍の「Royaye Darya」として運航している。

## 船歴

### 東海汽船創業100周年記念事業
東海汽船は、1889年に東京湾汽船として近隣他社の吸収合併を経て誕生した、伊豆諸島の生活航路を主力事業に据える内航海運事業者である。創業100周年にあたる1989年を前に、社内では「東海汽船創業100周年記念事業」を遂行する部署として業務部企画課が設置された。事業案としては東京ディズニーリゾートへの交通船や、東京湾上に街を模した大型船を浮かべるといったものが検討されたが、最終的にレストラン船事業に決定した。当時東海汽船が拠点とする竹芝桟橋は都下初のウォーターフロント開発期を迎えており、東京港連絡橋の開通も控え景色が一変する時期にあり、屋形船とは違った21世紀に見合う本格的なレストラン船を興そうというものであった。企画課は藤田観光役員を室長に迎えて企画室へ独立、その後子会社の東京ヴァンテアンクルーズ株式会社の設立に至る。

### 建造
本船は従前より東海汽船の船舶を多数手がける三菱重工業下関造船所に発注された。当時レストラン船という船種は、銀河とミシガン、貨客船を改造したルミナス神戸があるばかりで、三菱重工業にとっては経験のない分野であった。東海汽船は建造のヒントとして、技術者らを東京ディズニーリゾートへ招待したというエピソードが残されている。建造費用は約21億円で、この内14億8200万円はドイツマルク建て普通社債にて賄われた。当時東海汽船の社長は日本興業銀行出身で、この社債も日本興業銀行保証の下で発行された。
レストラン船という性質上速力よりも制震静粛性が求められることと、メンテナンス面や運用の上で冗長化を図る意味もあって、主機と発電機は同型のヤンマーS165で揃えられている。またタグボートがなくとも離着岸ができるよう、可変ピッチプロペラと船首両舷にバウスラスターを装備。操船面ではジョイスティック操舵にも対応している。動揺対策については検討されたが、運航海域が東京湾内の平水区域に限られることからビルジキールの設置にとどまった。排気はファンネルではなく後方排気とし、意匠としてのダミーファンネルも設けられていない。ただこの方式に関しては、船尾が煤けてしまう点に苦言を呈すレビューもある。
本船の建造には初代田村船長も参加している。かとれあ丸の初代船長を勤めた田村氏は、港町の町民が船の汽笛を聴き分けるさまを見て、汽笛は船の声だとする持論を持っていた。本船はJIS規格統一後に設計されたが、それとは別にもう一つ船の声としての汽笛を装備しており、これは田村船長の意向に沿ったものである。また操船機器の配置についても壁付けでなく従来通り窓際に立って監視ができるものを田村船長より希望されたが、これは変更に間に合わなかった。
特徴的な外観としてBデッキの張り出し窓が挙げられるが、当初はCデッキも同様の構造にする計画があった。しかし東海汽船側から難色を示されたことからBデッキのみという形に設計変更された。この張り出し窓の意匠は、銀座の三愛ビルからインスピレーションを受けたものである。オープンデッキに関しては、海風や日差しを避けられる場所が無いことが問題視され、階段室周辺にはカバースペースが追加された。デッキ庭園には21個のベルを備えた「メロディーピースベル」がある。単なるモニュメントではなく、ICチップとスピーカーによって音楽を自動演奏することが可能となっている。出港時とレインボーブリッジ通過時、また結婚式のようなイベントで鳴動する。メロディーピースベルの製作は三菱重工業長崎造船所が手掛けており、価格は約2000万円。
内装は基本的に高島屋建装事業本部が手掛けた。メインとなるリヴァージュは欧風なセミ・クラシカルをイメージしている。大理石パターンの柱やシャンデリアをアクセントとした装飾で落ち着いた空間を演出し、上層階ならではの天窓やドームを用いた採光もなされている。個室は各室名を連想させるような色味が採り入れられた。ピア21はシーフードレストランとして設置された経緯から、プランタン銀座が手掛けた。北欧調をイメージし、マリンレストランに合う白とブルーをベースとしている。当初の張り出し窓から通常のガラス張りに変更されたため、中央部を一段嵩上げすることで眺望確保が図られている。
進水式は窓ガラスの面積が多いことから、大事を取って注水による浮上進水方式で行われた。まもなく試運転も順調に行われ、1989年9月29日の竣工・命名・引渡式を迎えた。命名は当時の東海汽船社長新村和雄氏により、「ヴァンテアン」と命名された。この名称は船名において、外来語の表音として我が国で初めて「ヴァ・ヴィ・ヴ・ヴェ・ヴォ」のカナ表記を採り入れたものであった。下関からは瀬戸内海、紀伊水道、遠州灘を経由して回航。この際窓ガラスには万全を期して防護カバーがかけられた。竹芝桟橋には10月1日の夕刻に到着し、待ち受けた社員に出迎えられた。東海汽船と三菱重工業の間では、ヴァンテアンに次ぐ第2船目の計画が決まりかけていたが、国内の経済情勢を鑑みて白紙となっている。

## 船内
レストラン・客室
- フレンチレストラン「リヴァージュ」　241㎡　着席70-130名　立食70-180名[16]
- ビューラウンジ「エリーゼ」　30㎡　20席[16]
- フレンチレストラン「ピア21」　145㎡　着席40-64名　立食(オパール・コーラル含む)70-120名[16]
- 展望室「アクアマリン」　60㎡　40席[16]
- 多目的ホール「プレンメール」　119㎡　着席30-64名　立食30-100名[16]

個室
- 特別室「ビーナス」　6席[16]
- 「エメラルド」　4席[16]
- 「オパールA・B」　10席（分割時）　20席（展開時）　32㎡（展開時）[16]
- 「コーラルA・B」　10席（分割時）　20席（展開時）　32㎡（展開時）[16]

その他
- デッキ庭園＆メロディーピースベル[16]
- オープンデッキ[16]
- デッキスナック「レインボーカフェ」[16]
- 船内ショップ「ロゴショップ」[16]
- シーサイドデッキ[16]

過去の客室
- 個室「サファイア」　アクアマリンの前身で左舷側にあった個室[12]
- 個室「ガーネット」　アクアマリンの前身で右舷側にあった個室[12]
- デッキスナック「ル・マラン」　レインボーカフェの前身で就航当時の名称[12]
- バーコーナー「プチベール」　就航当時Dデッキロビーに存在したバーカウンター[12]

## 航路
基本航路は竹芝桟橋から東京港第一航路を南下、羽田空港沖で折り返し、もと来た第一航路を北上、竹芝桟橋へ戻るものだ。所要時間は2時間。時期や便により1時間半や2時間半のクルーズが設けられたことがあり、この場合は羽田沖で折り返すポイントを変えていた。また就航初期のティータイムクルーズに限り、復路は新海面処分場を周回する形で第三・第二航路を経由していた。
2018年12月に設定された東京湾新名所航路では、基本航路復路のレインボーブリッジ通過後に晴海・豊洲間水路へ立ち寄り、完成したばかりの豊洲市場や、大型客船が寄港する晴海客船ターミナルが眺望できるものとしている。なお定期化される前も、大型客船の寄港時には船長判断でこのルートを取ることがあった。

### 終航時点の定期航路
- ランチクルーズ【東京湾新名所航路】 - 12：00～14：00　2018年12月10日～

- トワイライトクルーズ - 16：20～18：20　2015年12月1日～
- ディナークルーズ - 19：20～21：20　2015年12月1日～

### 過去の定期航路
- ランチクルーズ
  - 12：00～13：30　（就航～1990年3月31日）
  - 12：00～14：00　（1990年4月1日～2018年12月9日）
- ティータイムクルーズ - 14：30～16：00　（1990年～1999年7月・8月のみの運航）
- サンセットクルーズ - 16：40～18：40　（1999年4月1日～2011年9月30日　トワイライトクルーズの前身）
- トワイライトクルーズ
  - 16：40～18：40　（2011年10月1日～2012年1月15日）
  - 16：30～18：30　（2012年2月3日～2015年11月30日）
- ディナークルーズ
  - 19：00～21：00　（就航～1999年3月31日）
  - 19：10～21：30　（1999年4月1日～2015年11月30日）

### イベント航路
- カウントダウンクルーズ　22：30～25：15　（1990年以降毎日12月31日）
- 初日の出クルーズ　6：00～8：15　（1998年以降毎年1月1日）
- 第21回横浜神奈川新聞花火大会クルーズ　17:00～23:00　（2006年8月4日）
- 君津市民ふれあい祭り新日鐵住金洋上見学（2006年8月5日、2008年8月2日、2009年8月1日、2015年8月1日）
  - 11：30～13：00
  - 13：30～15：00
- 木更津港まつり花火大会クルーズ　（2007年8月15日）
- 横浜花火鑑賞クルーズ
  - 17:00～22:30（2010年8月1日）
  - 16:30～22:30（2012年8月1日）
  - 16:20～23:00（2015年8月4日）
  - 16:20～23:00（2016年8月2日）
- 金環日食クルージング　6:00～9:00　(2012年5月21日)
- 東京湾[二橋物語]クルーズ 12：00～14：30　（2012年7月16日、7月30日、8月13日、8月14日、8月28日、8月29日）
- 東京湾大華火祭クルーズ
  - 17:30～18:50、20:20まで花火鑑賞（2012年8月11日、2013年8月10日）
  - 19:15～21:20（2018年8月11日）

## 沿革
- 1988年（昭和63年）
  - 9月　東海汽船が「ヴァンテアン」を三菱重工業下関造船所へ発注[4]。建造費は21億円[9]。
  - 12月9日 - 東京ヴァンテアンクルーズ株式会社設立[4][9]。
- 1989年（平成元年）
  - 4月14日 - 三菱重工業下関造船所にて「ヴァンテアン」起工式を挙行[4]。
  - 8月3日 - 進水式を挙行[4]。
  - 8月17日 - 東海汽船が建造資金としてドイツマルク債を発行[9]。
  - 9月29日 - 命名式、竣工式、引渡式を挙行[4][9]。
  - 10月1日 - 下関からの回航を経て夕刻竹芝に到着[4]。
  - 10月15日～17日 - 東海汽船100周年祝賀会に合わせて「ヴァンテアン」披露会を実施[4]。
  - 10月20日 - プレ開業として関係者の婚礼を挙式[4]。
  - 10月23日 - レストラン船「ヴァンテアン」就航。
  - 11月15日 - 船内多目的ルーム「プレンメール」にて東海汽船創立100周年記念式典を挙行[9]。
  - 12月4日 - 常陸宮殿下ご夫妻が日本デンマーク協会の年次総会にて「ヴァンテアン」にご乗船される[4]。
- 1990年（平成2年）
  - 7月1日 - 夏季航路の「ティータイムクルーズ」を初運航[4]。
  - 8月 - オープンデッキが日本テレビ系列『全国高等学校クイズ選手権』のオープニング会場となる[4]。
  - 9月10日 - 通商産業省のグッドデザイン賞を輸送機器「旅客船」部門で受賞[9][6]。
  - 12月31日 - カウントダウンクルージングを初運航[4]。
- 1991年（平成3年）
  - 12月18日 - 竹芝客船ターミナルのボーディングブリッジ1･2号機が稼働開始。「ヴァンテアン」のランチクルーズにて初使用[9][17]。
  - 12月31日 - 民放ラジオ48局制作の『ゆく年くる年』が船上より生放送される[4]。
- 1992年（平成4年）
  - 5月30日 -　フジテレビ主催の若貴兄弟と宮沢りえによる対談が船内にて行われる[4]。
- 1993年（平成5年）
  - 1月1日 - 船内レストラン「リヴァージュ」と「ピア21」で提供する料理をフレンチに1本化[4]。
  - 8月26日 - レインボーブリッジ（東京港連絡橋）が開通、航路上の重要なランドマークとなる[18]。
- 1994年（平成6年）
  - 5月10日 - 社会主義インターナショナル東京理事会の船上レセプションにて、羽田総理、社会党村山委員長らが乗船[19]。
- 1996年（平成8年）
  - 12月20日 - 東京ヴァンテアンクルーズが東海汽船より「ヴァンテアン」を9億5千万円で購入[20]。
- 1998年（平成10年）
  - 1月1日 - 「初日の出クルーズ」を初運航[4]。
- 1999年（平成11）年
  - 4月1日 - 「ティータイムクルーズ」を廃止し、通年運航の「サンセットクルーズ」が設定される[4]。
- 2000年（平成12年）
  - ドック時期を1月から2月に変更[4]。
  - 11月1日 - 健康志向の低カロリーメニュー「元気宣言700」を発表[4]。
- 2001年（平成13年）
  - 10月 - メインディッシュが「肉」と「魚」で選択可能になる[4]。
- 2006年（平成18年）
  - 8月4日 - 「第21回横浜神奈川新聞花火大会クルーズ」を運航、横浜港内へ入港する[4]。
  - 8月5日 - 「君津市民ふれあい祭り新日鐵住金洋上見学」のチャーター便を初運航、木更津港へ入港する[4]。
- 2007年（平成19年）
  - 8月4日 - 「木更津港まつり花火大会クルーズ」のチャーター便を運航[4]。
- 2009年（平成21年）
  - 1月28日 - 「20周年企画サンクスクルージング」を運航、ロシア親善大使のエフゲニア・カナエワ選手と浜口京子選手が乗船する[4]。
  - 2月1日 - 「ヴァンテアンAセット」を「レインボーセット」、「ヴァンテアンBセット」を「ヴァンテアンセット」に名称変更[4]。
- 2010年（平成22年）
  - 2月 - 定期ドックにてデッキ庭園を改装、緑地の部分を廃し全面フラットの構造とする[4]。
- 2011年（平成23年）
  - 4月1日 - オフィシャルホームページをリニューアル[4]。
  - 4月27日 - 「ヴァンテアン」が「さるびあ丸」と竹芝桟橋着岸作業中に衝突、右舷ブルワークを損傷する[21]。
  - 10月1日 - 「サンセットクルーズ」を「トワイライトクルーズ」へ改称[4]。
- 2012年（平成24年）
  - 2月3日 - 「トワイライトクルーズ」の運航時間を出港着岸共に10分繰り上げ[4]。
- 2013年（平成25年）
  - 2月 - 定期ドックにて客室「サファイア」「ガーネット」を改装、プライベートデッキ付き展望室「アクアマリン」としてリニューアル[4]。
- 2015年（平成27年）
  - 2月 - 船体老朽化を受け、本年ドックより3カ年の延命工事を開始。総額約2億3千万円[4]。
  - 6月7日 - 特別クルーズ「マルシェ・ド・ヴァンテアン」を初運航[4]。
  - 12月1日 - ダイヤ改正、運航時間を全便2時間に統一[4]。
- 2017年（平成28年）
  - 2月 - ドックにて船内ショップ「ロゴショップ」がカウンター型からウォークイン型へ改装[4]。
- 2018年（平成30年）
  - 12月10日 - 「ランチクルーズ」にて「東京湾新名所航路」の運航を開始[4]。
- 2019年（平成31年・令和元年）
  - 4月30日 - 平成最後の日を記念して「平成最後のディナークルーズ」を運航。平成元年就航当時のメニューを再現、乗船客に令和記念パスポートを発行[22]。
- 2020年（令和2年）
  - 4月8日 - 2019新型コロナウイルスに伴う緊急事態宣言の発令を受け長期運休[23]。
  - 5月29日 - 船舶老朽化による維持費増大と新型コロナウイルスによる損失拡大等を理由に事業撤退を決定[7]。
  - 6月30日 - 事業停止と同時に臨時株主総会で解散を決議[7]。
  - 11月6日 - 「ヴァンテアン」が東京港竹芝桟橋を離れ、北九州港経由で那覇港へ回航[2]。
  - 11月30日 - 那覇港にてモンゴル船籍「Princrss」へ登録変更。日本船籍を失い、イランへ回航[2]。
  - 12月17日 - 東海汽船が債権放棄を実施。同時に清算結了[24]。

## 関連作品

### 映画
- 小田和正『いつかどこかで』（1992年2月1日、東宝）
- 本田昌広『四姉妹物語』（1995年1月28日、東宝） - リヴァージュ他が劇中の結婚披露パーティ会場として登場
- 渡辺謙作『エミアビのはじまりとはじまり』（2016年9月3日、ビターズ・エンド）

### ドラマ
- 『はぐれ刑事純情派』 （テレビ朝日、東映）
  - 第4シリーズ 第13回（1991年6月26日）
  - 第7シリーズ 第16回（1994年7月20日）
- 『憎しみに微笑んで』（TBS）
  - Vol.1（1993年10月12日）
  - Vol.4（1993年11月2日）
- 『砂の器』2004年版 Chapter04（2004年2月8日、TBS）
- 『幻夜』Vol.8（2011年1月16日、WOWOW）
- 『ブルドクター』episode5（2011年8月3日、日本テレビ）
- 『ショムニ2013』第9話（2013年9月11日、フジテレビ）
- 金曜ロードSHOW!特別ドラマ『磁石男2015』（2015年9月18日、日本テレビ）
- 『もみ消して冬～わが家の問題なかったことに～』第5話（2018年2月10日、日本テレビ）
- 『サバイバル・ウェディング』第5話（2018年8月11日、日本テレビ）

### テレビ
- 『全国高等学校クイズ選手権』（日本テレビ系列、沖縄テレビ放送）
  - 『第10回全国高等学校クイズ選手権』（1990年8月31日初放送） - デッキ庭園がオープニングセレモニー会場となる。ブリッジ前面下部に青文字で「高校生クイズ」とラッピングされたほか、初代田村船長が参加者へ挨拶。
  - 『第13回全国高等学校クイズ選手権』（1993年8月27日初放送） - 晴海客船ターミナルでの準決勝戦中に背景で航行、また後部オープンデッキが決勝戦会場となる。ブリッジ前面下部に青文字で「高校生クイズ」とラッピングされた。優勝はラ・サール高校。
  - 『第14回全国高等学校クイズ選手権』（1994年8月26日初放送） - 母港の竹芝ふ頭公園が準決勝戦会場、後部オープンデッキが決勝戦会場となる。ブリッジ前面下部にオレンジ文字で「高校生クイズ」とラッピングされた。地元応援団YES・NOクイズにおいて、回答をメインマストに掲揚発表する演出があった。優勝は石橋高校。
  - 『第15回全国高等学校クイズ選手権』（1995年8月25日初放送） - 後部オープンデッキが決勝戦会場となる。ブリッジ前面下部にオレンジ文字で「高校生クイズ」とラッピングされた。優勝は米子東高校。
  - 『第16回全国高等学校クイズ選手権』（1996年8月30日初放送） - 後部オープンデッキが決勝戦会場となる。ブリッジ前面下部にオレンジ文字で「高校生クイズ」とラッピングされた。優勝は西条高校。
  - 『第26回全国高等学校クイズ選手権』（2006年9月1日初放送） - 10年ぶりの会場提供で、後部オープンデッキが決勝戦会場となる。ブリッジ前面下部にオレンジ文字で「高校生クイズ」とラッピングされた。優勝は浦和高校で選手権史上初の連覇。
  - 『第27回全国高等学校クイズ選手権』（2007年9月7日初放送） - 本船が会場提供する最後の大会。後部オープンデッキが決勝戦会場となる。ブリッジ前面下部にオレンジ文字で「高校生クイズ」とラッピングされた。優勝はラ・サール高校。
- 『緊急特番 貴花田関・宮沢りえさん スーパーカップル誕生』（1992年10月、フジテレビ） - 5月30日にクルージング・デイトと題して若貴兄弟・宮沢りえが本船に乗船。ガーネットがディナー対談会場、プレンメールが両者対面・カラオケ会場として使用された。このほか宮沢りえの控室にはサファイアが充てられている。放送後の反響として後追いデート需要が生まれ、翌日にはりえちゃんと同じ席に座りたいといった旨の問い合わせが本船に寄せられた[25]。
- 『出没！アド街ック天国「浜松町」』（2002年6月8日、テレビ東京） - 第9位「ヴァンテアン」としてランクイン。
- 『はなまるマーケット』（2011年9月30日、TBS） - 放送開始15周年を記念して本船から船上生放送。

### ラジオ
- 『ゆく年くる年』（1991年12月31日、文化放送、民放ラジオ48局） - 1992年の年明けにかけて本船から船上生放送。この年の番組制作は文化放送が担当、テーマは「おいしい夢を食べよう」。

### 写真
- 楠田亜衣奈『くっすんサンタフォトブック』 （2013年12月22日、イベントパンフレット）
- 篠山紀信『TOKYO2020』（2009年～2018年） - 組写真のうちの1枚。レインボーブリッジの主塔頭頂部から、ヴァンテアンが橋を潜ろうとする瞬間を写したもの[26]。